# Wallah
Wallah è un singolo del rapper italiano Ghali, pubblicato il 29 ottobre 2021 come primo estratto dal terzo album in studio Sensazione ultra.

## Descrizione
Il brano è stato prodotto da Merk & Kremont, con i quali Ghali aveva collaborato alla realizzazione del singolo Good Times, è cantato in tre lingue: italiano, arabo e francese. Riguardo al significato, lo stesso artista ha spiegato:

## Video musicale
Il video, diretto da Moncef Henaien, è stato pubblicato contestualmente all'uscita del singolo sul canale YouTube del cantante.

## Tracce
Testi di Ghali Amdouni e Davide Dev, musiche di Federico Mercuri e Giordano Cremona.
1. Wallah – 2:13

## Formazione
Hanno partecipato alle registrazioni, secondo le note di copertina di Sensazione ultra:
- Ghali – voce
- Merk & Kremont – produzione
- Itaca – produzione, registrazione
- Mikaelin "Blue" BlueSpruce – missaggio

## Classifiche
| Classifica (2021) | Posizione massima |
| ----------------- | ----------------- |
| Italia            | 27                |